# Chiesa della Beata Vergine del Monte Carmelo (Cerignola)
La chiesa della Beata Vergine del Monte Carmelo di Cerignola (nota anche come chiesa del Carmine) è un edificio religioso, in stile barocco, risalente al XVI secolo costruito ad opera dei frati carmelitani trasferitisi in città.

## Storia
La chiesa del Carmine, originariamente chiamata "Maria Santissima del Carmelo fuori le mura e Sant'Anna" perché ubicata fuori dal borgo antico (meglio noto con l'appellativo di Terra Vecchia), fu costruita nel XVI secolo, successivamente all'insediamento dei frati carmelitani in città avvenuto nel 1576.
Nel XIX secolo, con l'espansione della città fuori dal borgo medievale, la chiesa si trovò a far parte del centro cittadino. A dimostrazione di ciò, il Comune trasferì i propri locali dalla vecchia sede all'ex convento annesso alla chiesa del Carmine. A riprova della presenza dei carmelitani, e conseguentemente del convento da loro costruito, vi sono numerosi scritti che testimoniano le antichi origini dell'edificio.
La chiesa rimase di proprietà del clero fino agli inizi del XIX secolo quando, con l'Editto di Saint Cloud, molti edifici appartenuti ad ordini religiosi passarono al demanio. Il sempre crescente numero di abitanti, fece sì che il 17 novembre 1839 la chiesa fosse elevata a parrocchia.

## Architettura

### Facciata

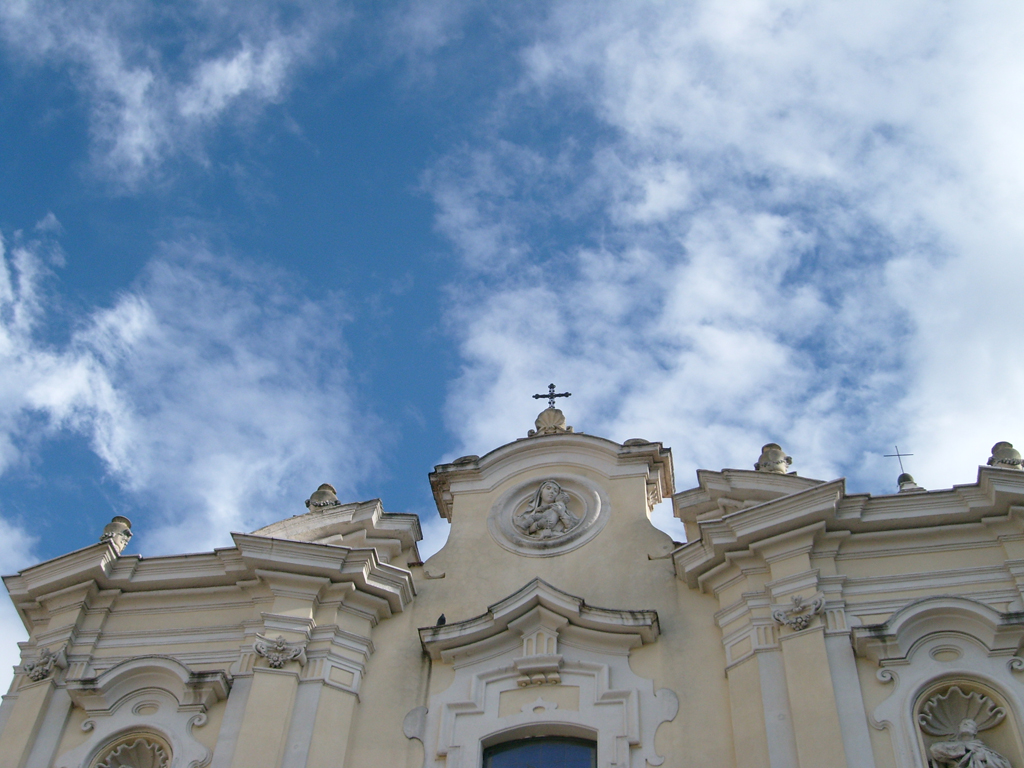
Particolare della facciata.

La facciata è stata realizzata in due momenti distinti. Nel 1718 Francesco Pignatelli duca di Bisaccia fece costruire, o ricostruire, la parte centrale della facciata. In memoria di questa opera, il portale è sormontato da una lapide commemorativa (Fig. 1).
Anche la chiesa, così come molti altri edifici del centro storico, fu gravemente danneggiata dal terremoto del 1731. Il restauro, con tutta probabilità, fu nuovamente finanziato dalla famiglia Pignatelli. Le navate laterali furono costruite successivamente e, al termine della loro costruzione, la facciata si arricchì delle parti laterali, decisamente più semplici e spartane rispetto al corpo centrale. La facciata barocca è divisa orizzontalmente da un cornicione che segue l'andamento della parete e che si raccorda con la parte inferiore che presenta lesene, capitelli, archi e nicchie. Il frontone della navata centrale reca un bassorilievo in gesso raffigurante la Madonna col Bambino (Fig. 2) ed è collegato al piano inferiore per mezzo di archi pieni. La parte centrale della facciata è occupata da una finestra policroma (Fig. 3). Alla sommità della facciata vi sono quattro anfore, decorate con una ghirlanda in rilievo, poste su un basamento piramidale (Fig. 4).
La facciata presenta inoltre quattro nicchie, rimaste vuote sino al 1902, al cui interno sono state collocate altrettante statue in gesso realizzate dal concittadino Raiano. Le statue raffigurerebbero in senso orario: San Giovanni della Croce, il vescovo San Alberto, Papa Benedetto XIII e San Simone Stock (Figg. 5-6).

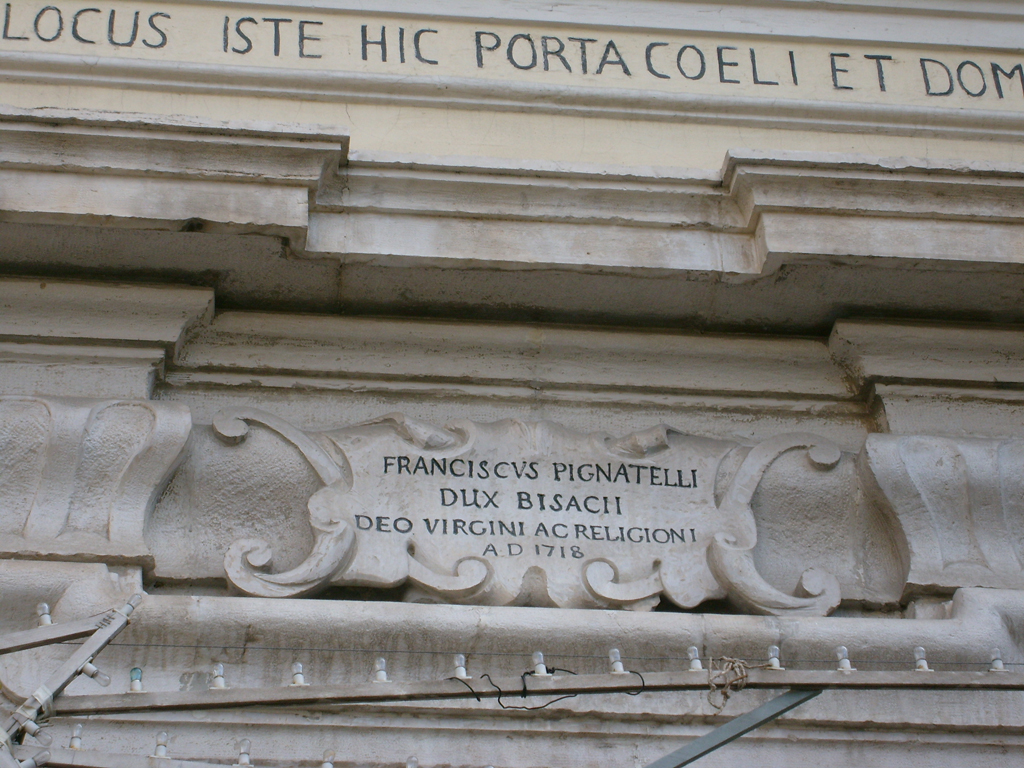
Fig. 1: Lapide commemorativa dedicata a Francesco Pignatelli.
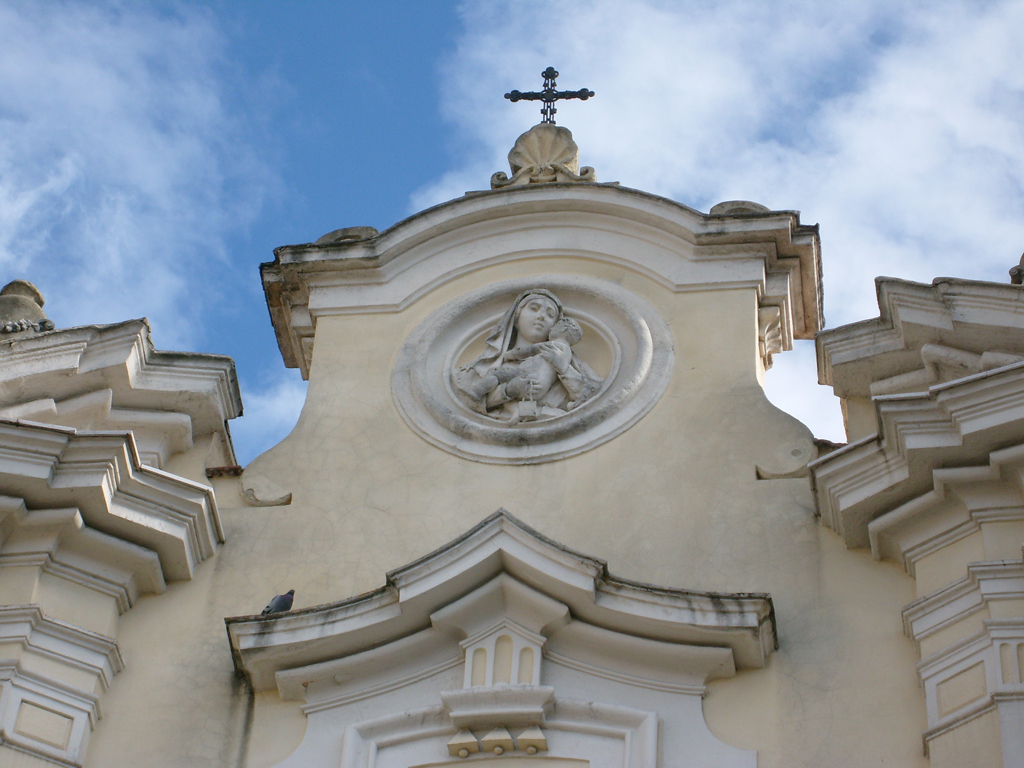
Fig. 2: Il bassorilievo della Madonna col Bambino.
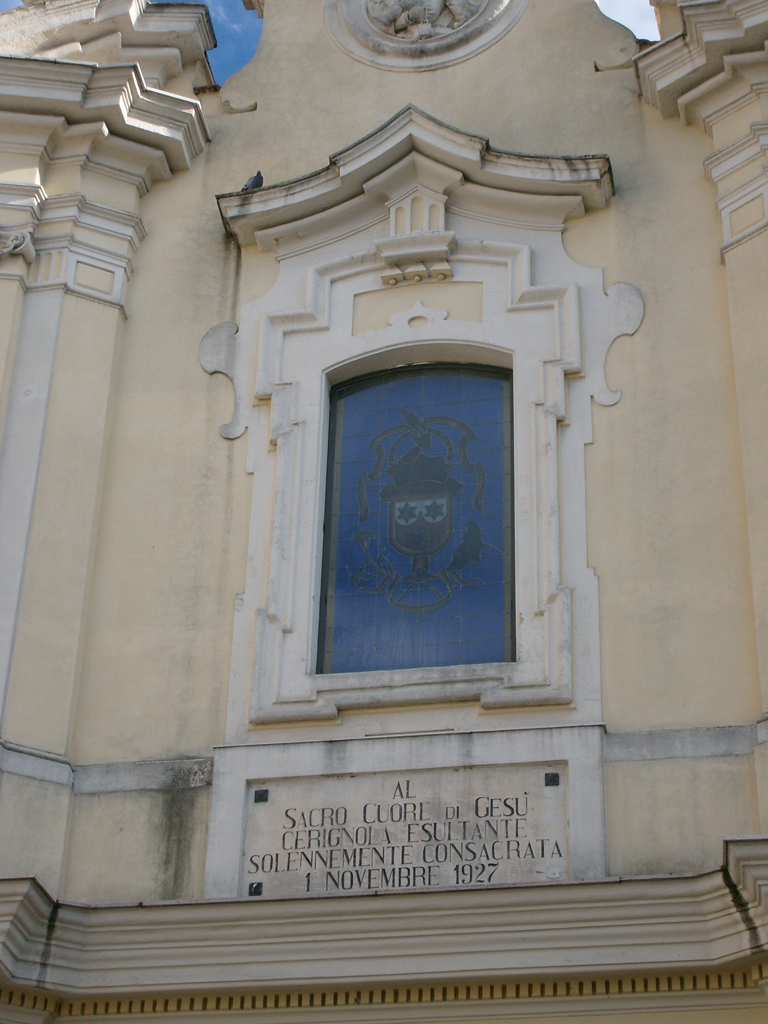
Fig. 3: Finestra policroma.
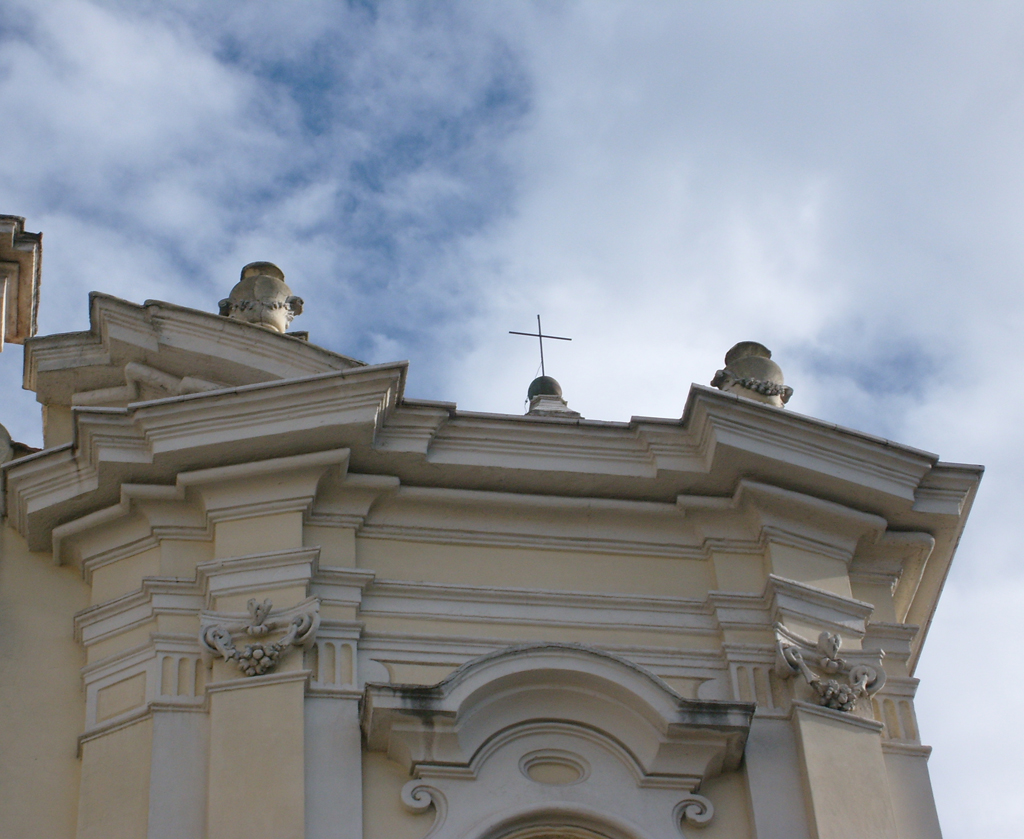
Fig. 4: Particolare delle anfore.
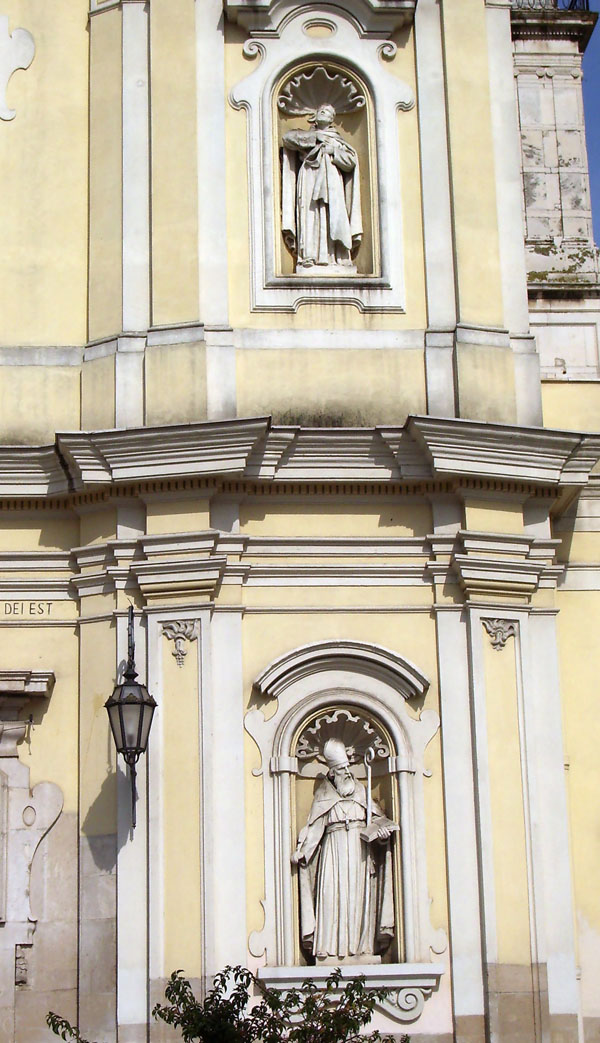
Fig. 5: Statue raffiguranti (dall'alto verso il basso) S. Giovanni della Croce ed il vescovo S. Alberto.
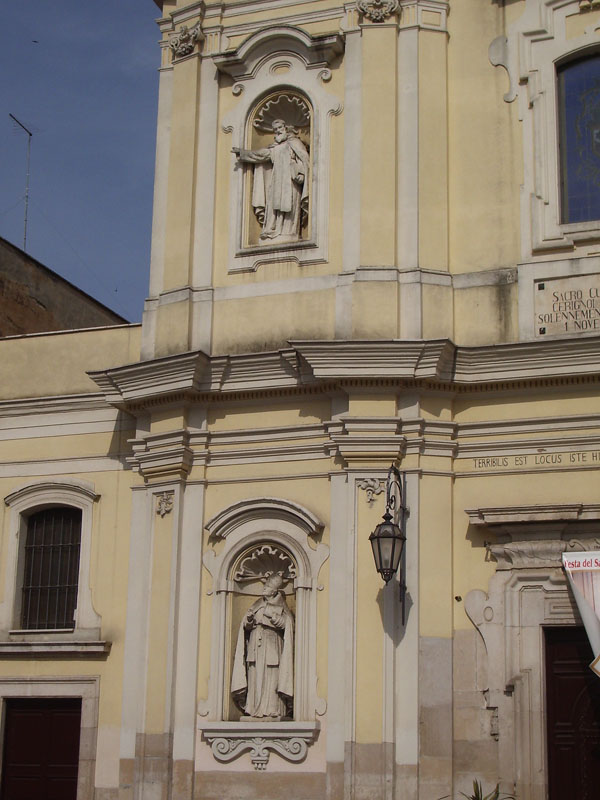
Fig. 6: Statue raffiguranti (dall'alto verso il basso) S. Simone Stock e Papa Benedetto XIII.

### Navata centrale

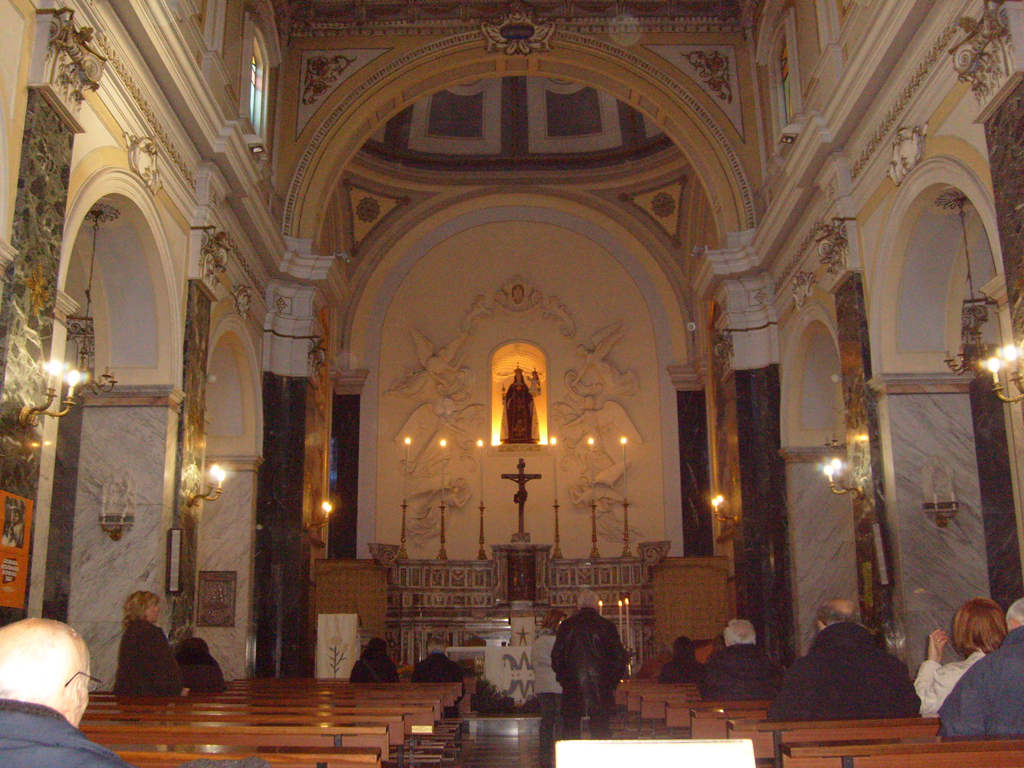
La navata centrale.

La chiesa nel XVI secolo era solo una cappella annessa al convento dei Carmelitani. Fu arricchita della facciata solo nel 1718 e restaurata nel 1731, successivamente al terremoto che colpì la città. Inizialmente la chiesa presentava una sola navata in stile rinascimentale con piloni in muratura, archi a tutto sesto, capitelli, cornici e con tetto in legno con capriate a tavolato, quest'ultimo fu sostituito nel 1891 e dotato, nel 1924, di un soffitto a cassettoni in legno e cartapesta (Fig. 7). L'impostazione rinascimentale lasciò però il posto allo stile barocco con capitelli ornamentali sovrapposti ai piloni, fregi e ricami, marmi policromi e stucchi (Fig. 8).
Percorrendo la navata centrale si giunge all'altare maggiore (Fig. 9), in posizione arretrata rispetto all'originale, la cui costruzione risalirebbe ad un periodo compreso tra il 1860 ed il 1900. Anch'esso è in stile barocco, costruito con marmi policromi. Inizialmente era sormontato da una nicchia, decorata con fregi e con un coro d'angeli, al cui interno era posta una statua ottocentesca rappresentante la Madonna (Fig. 10). La nicchia fu rimossa nel 1964, anno in cui i piloni vennero rivestiti in marmo ed in cui al posto della nicchia fu realizzato un trono impreziosito da quattro angeli.
Dopo il Concilio Ecumenico Vaticano II, terminato nel 1966, furono rimossi la mensa dell'altare, la balaustra, il ciborio e gli scalini. Furono costruiti invece, un altare centrale e un ambone prima in legno e successivamente in marmo (Fig. 11). La cupola della zona presbiteriale, così come l'arco, fu ornato a stucco nel 1870.

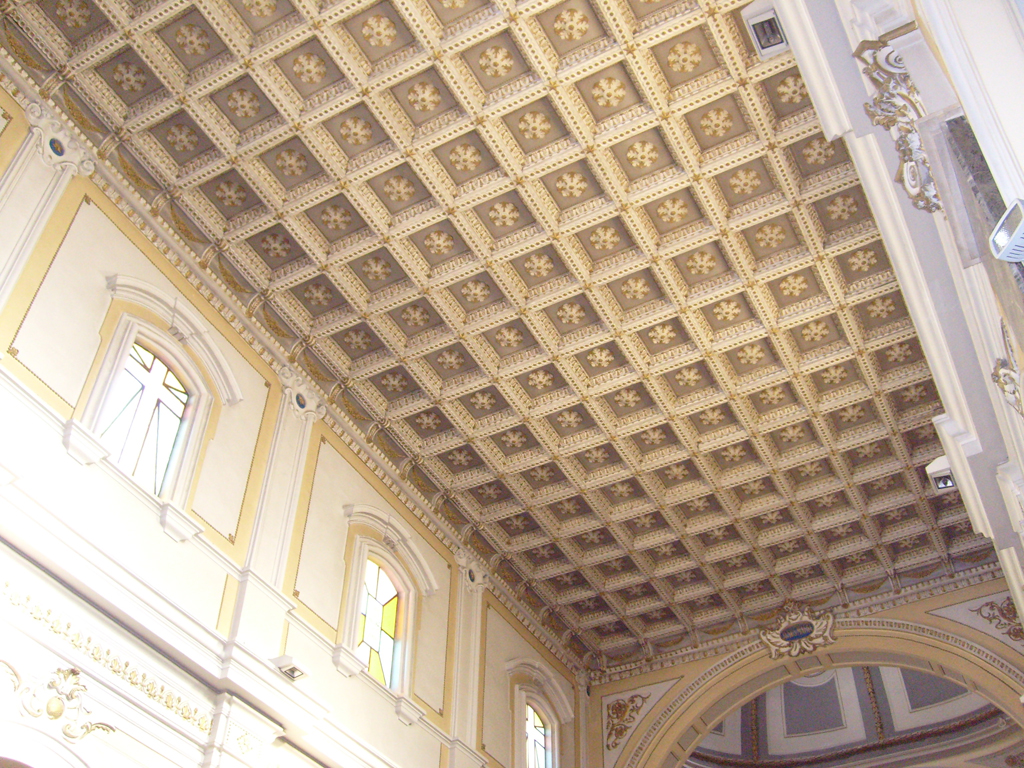
Fig. 7: Soffitto a cassettoni.
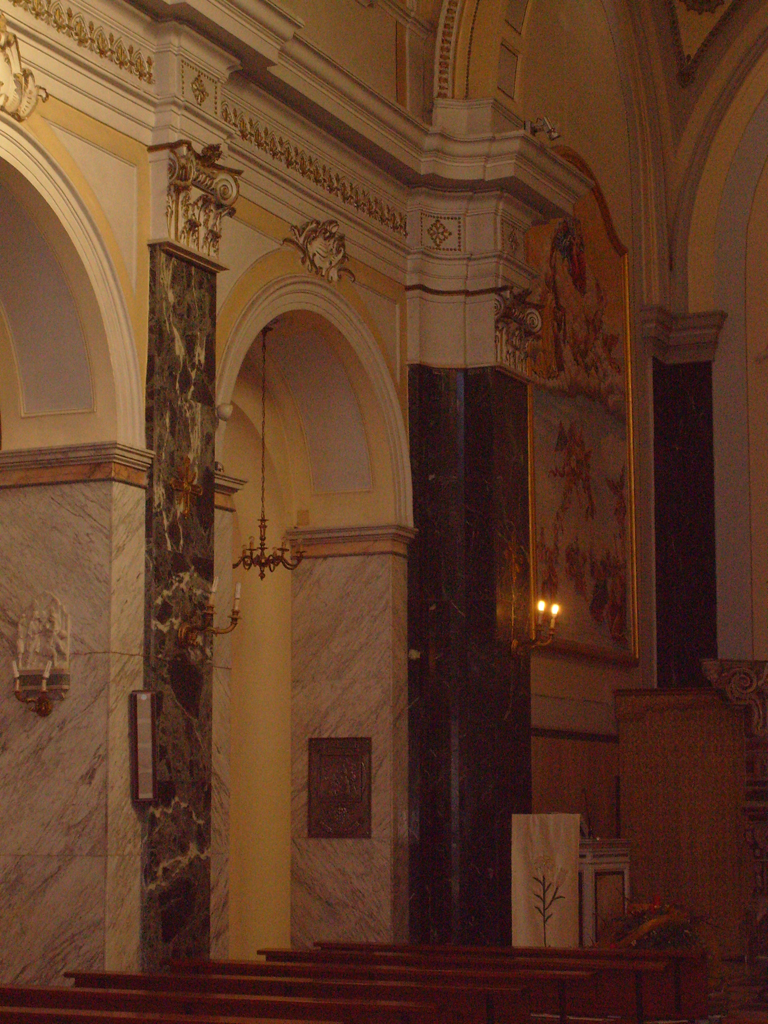
Fig. 8: Particolare degli elementi in stile barocco.
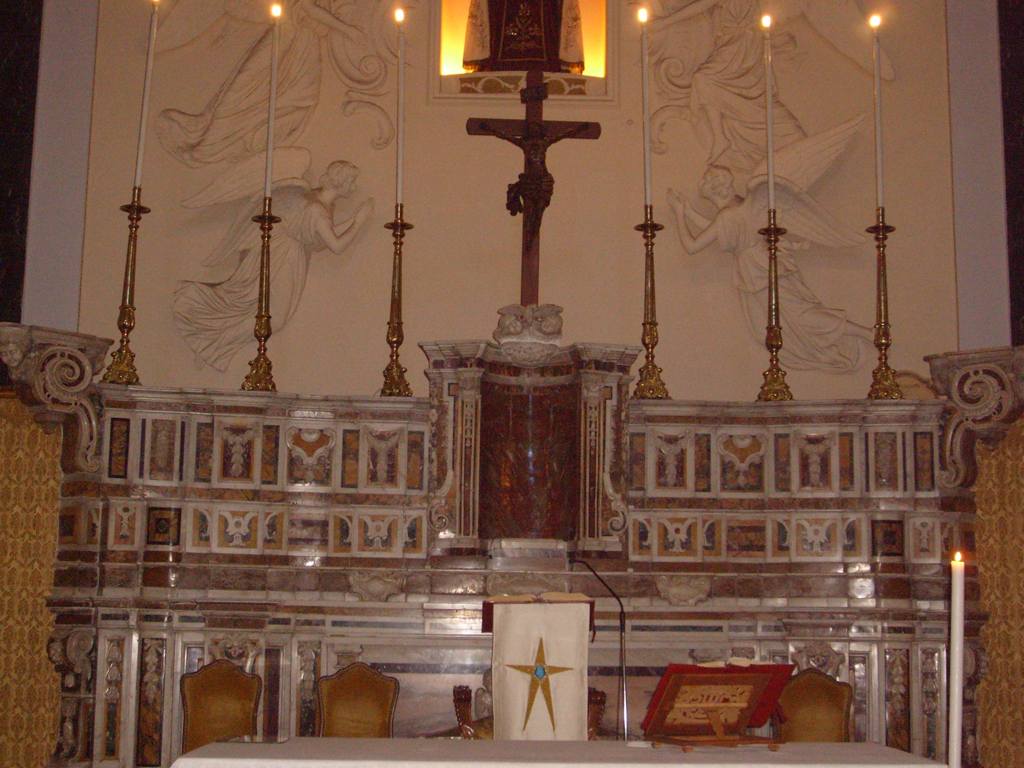
Fig. 9: Altare maggiore.
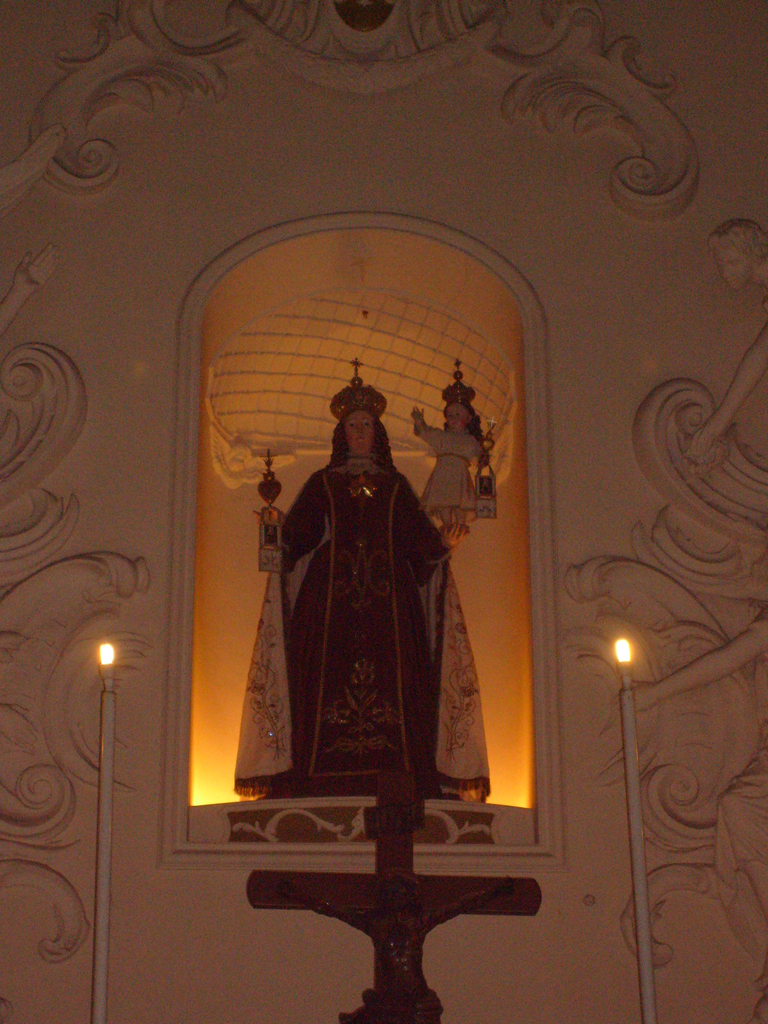
Fig. 10: Particolare della statua Ottocentesca della Madonna.
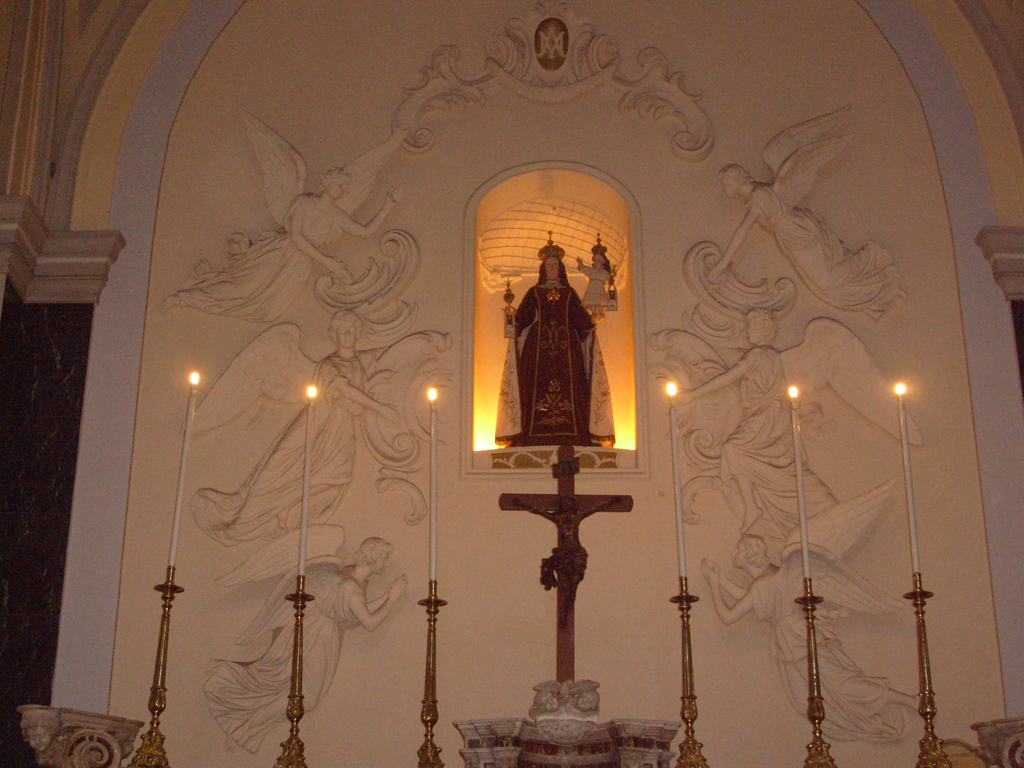
Fig. 11: Struttura attuale dell'altare centrale.

### Navate laterali

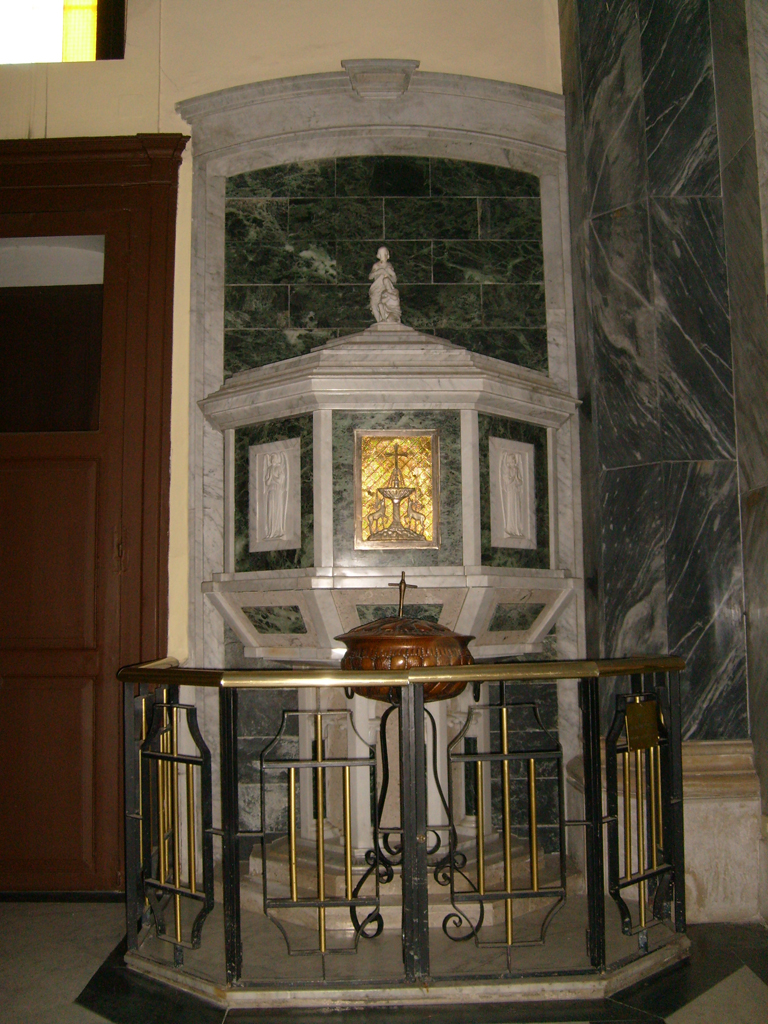
Particolare del battistero.

Le navate laterali sono dedicate all'Immacolata (navata sinistra - Fig. 12 -) ed al Sacro Cuore (navata destra - Fig. 13 -). Esse furono costruite successivamente rispetto al corpo centrale, infatti furono realizzate tra il 1758 ed il 1861, però senza cappelle.
Anche queste navate sono in stile barocco con archi a tutto sesto, volte a crociera fregi ed ornamenti.
Lungo le pareti longitudinali delle navate vi sono sei altari in marmo policromo, dono delle persone più abbienti, costruiti tra il 1866 ed il 1878, e privi della mensa dal 1966. Gli altari di sinistra sono dedicati a: Sant'Anna, Sant'Alfonso e San Michele (Figg. 14-15); mentre quelli di destra sono dedicati a: San Giuseppe, alla Madonna di Pompei ed al Crocifisso con la Madonna Addolorata (Figg. 16-18).
Lavori di restauro nel 1933, hanno riportato alla luce alcune cripte scavate nel sottosuolo della chiesa. La cappella del Santissimo Sacramento fu inaugurata nel 1910 con la statua del Sacro Cuore e Don Antonio De Santis fece costruire una nicchia, sormontata da un trono reale con relativa corona, oggi non più esistente. A destra della cappella si può notare la statua di Santa Margherita Alacoque. Al Sacro Cuore furono consacrate la parrocchia il 27 giugno 1919 e la città di Cerignola il 1º novembre 1927.

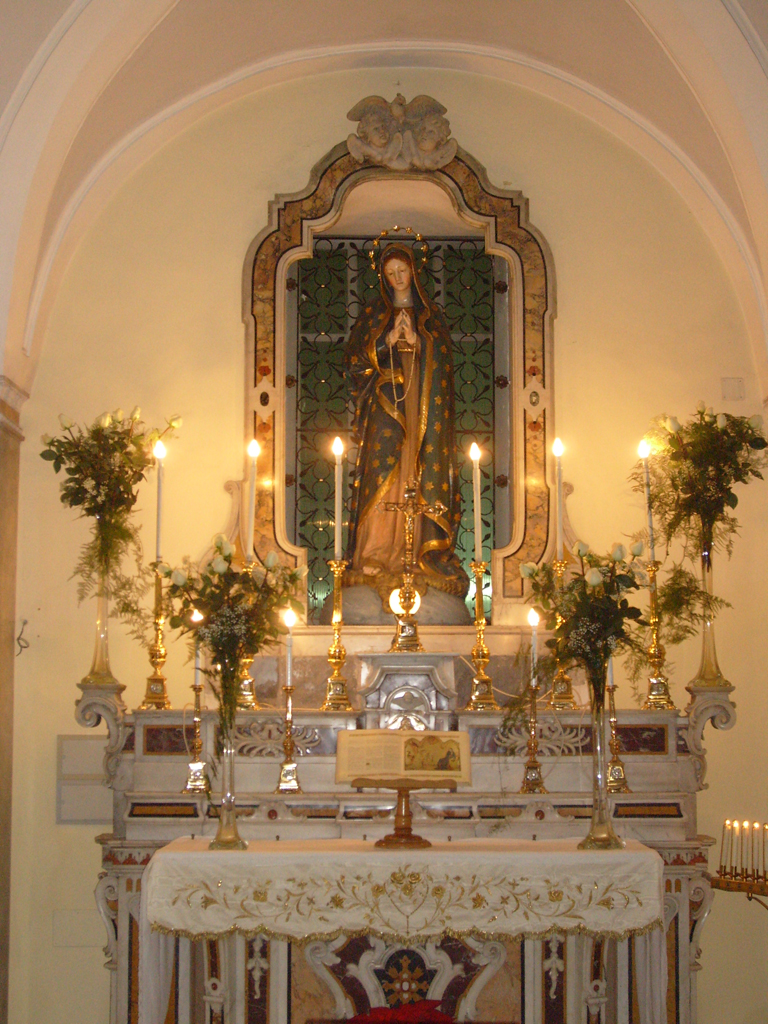
Fig. 12: Altare dedicato alla Madonna dell'Incoronata.
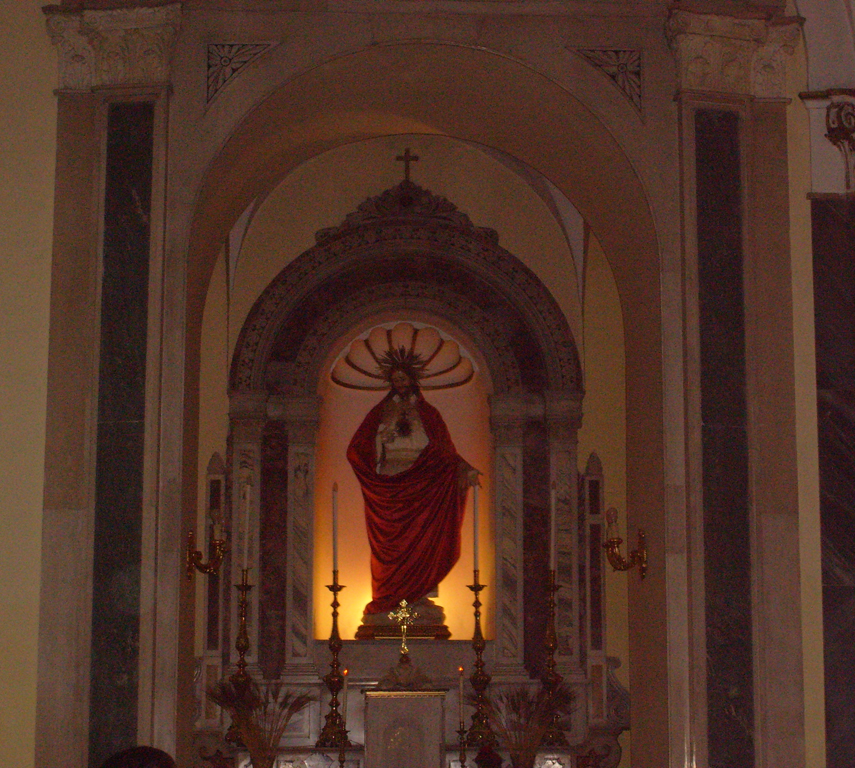
Fig. 13: Altare dedicato al Sacro Cuore.
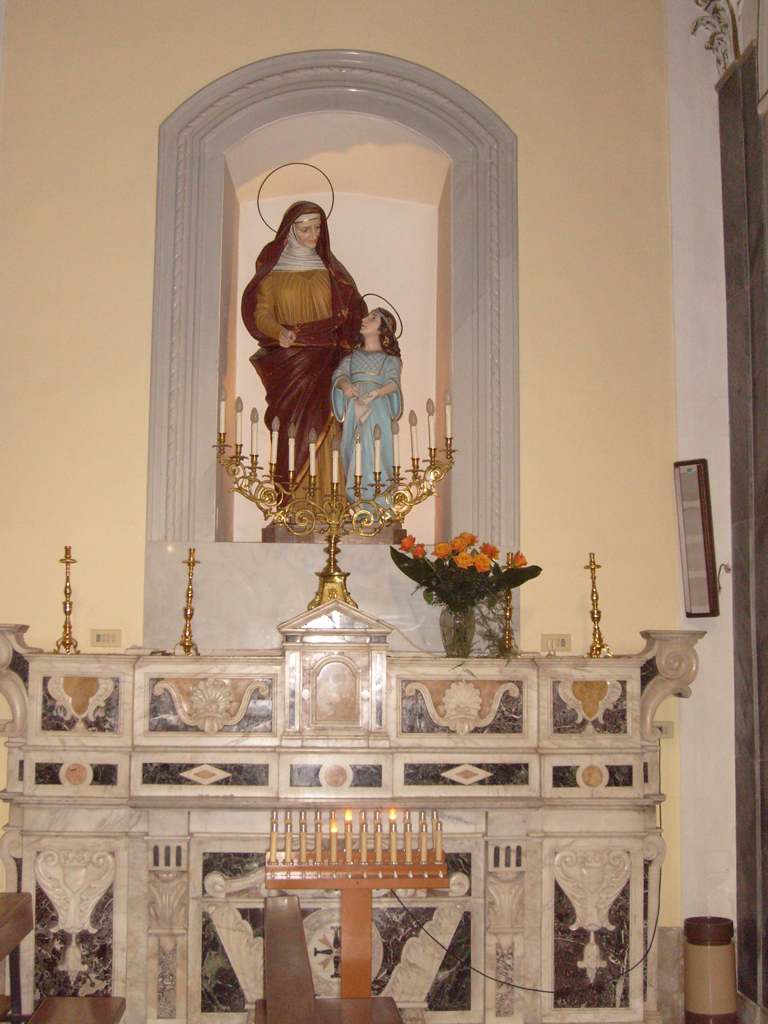
Fig. 14: Altare dedicato a Sant'Anna.
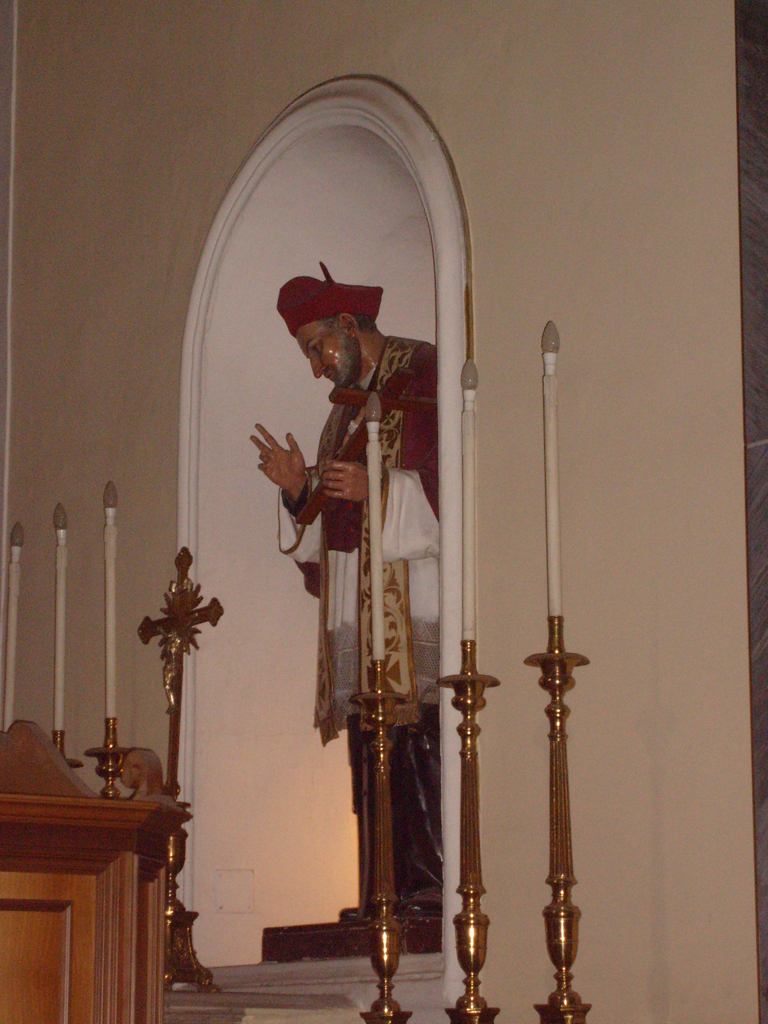
Fig. 15: Altare dedicato a Sant'Alfonso.
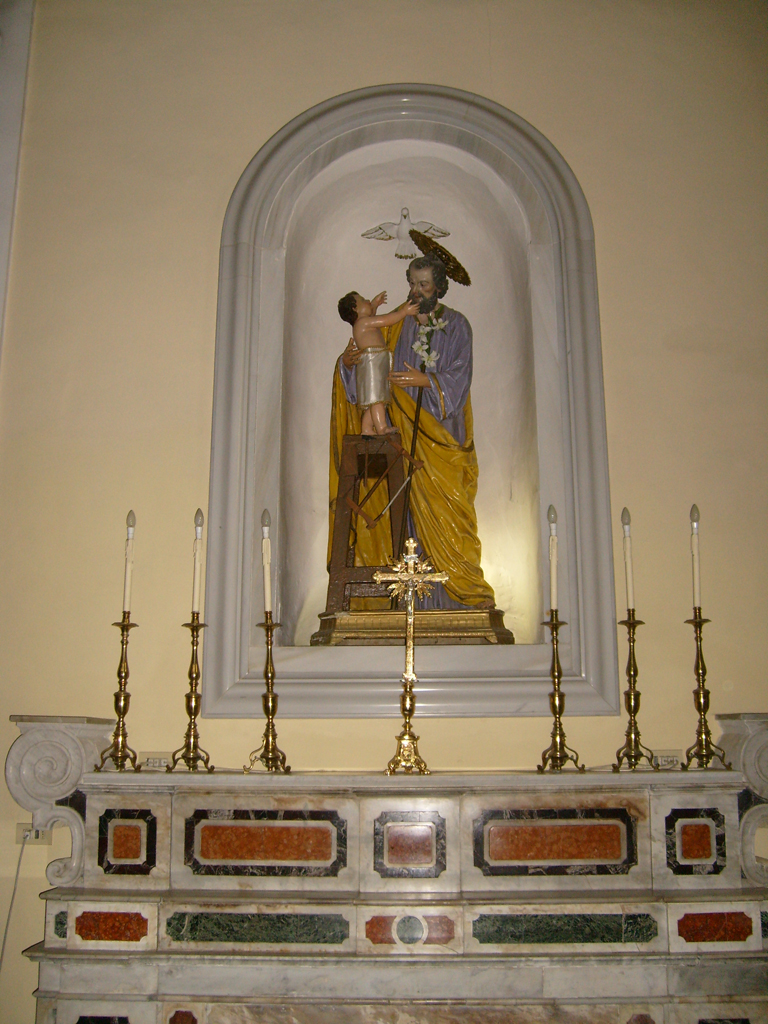
Fig. 16: Altare dedicato a San Giuseppe.
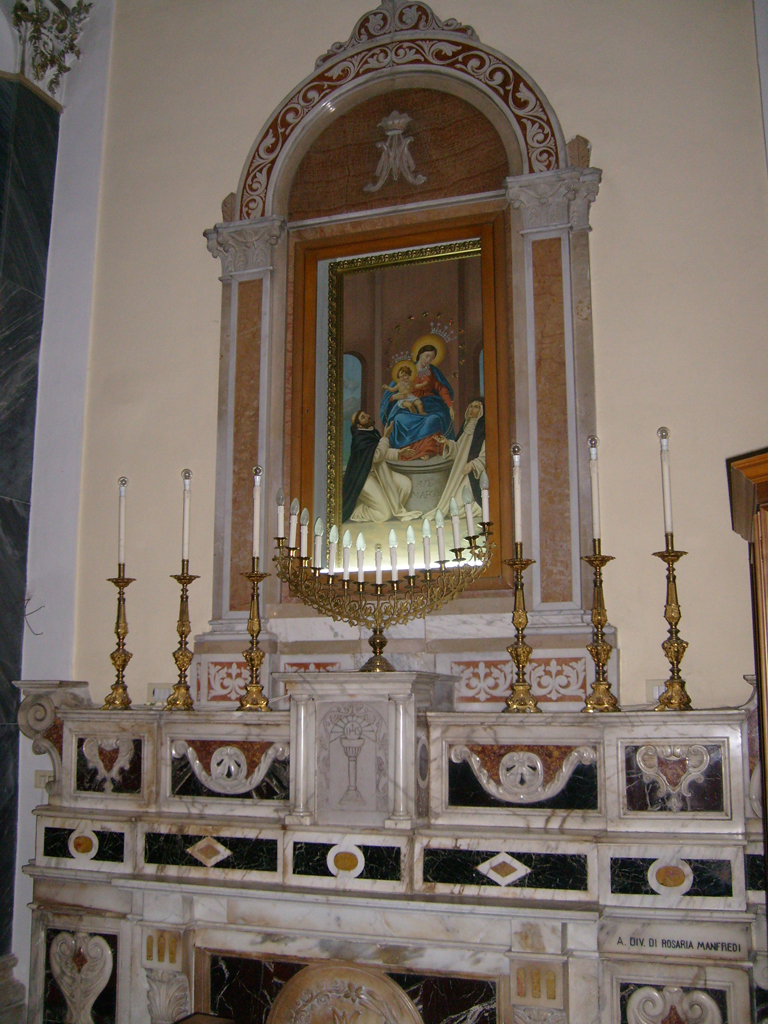
Fig. 17: Altare dedicato alla Madonna di Pompei.
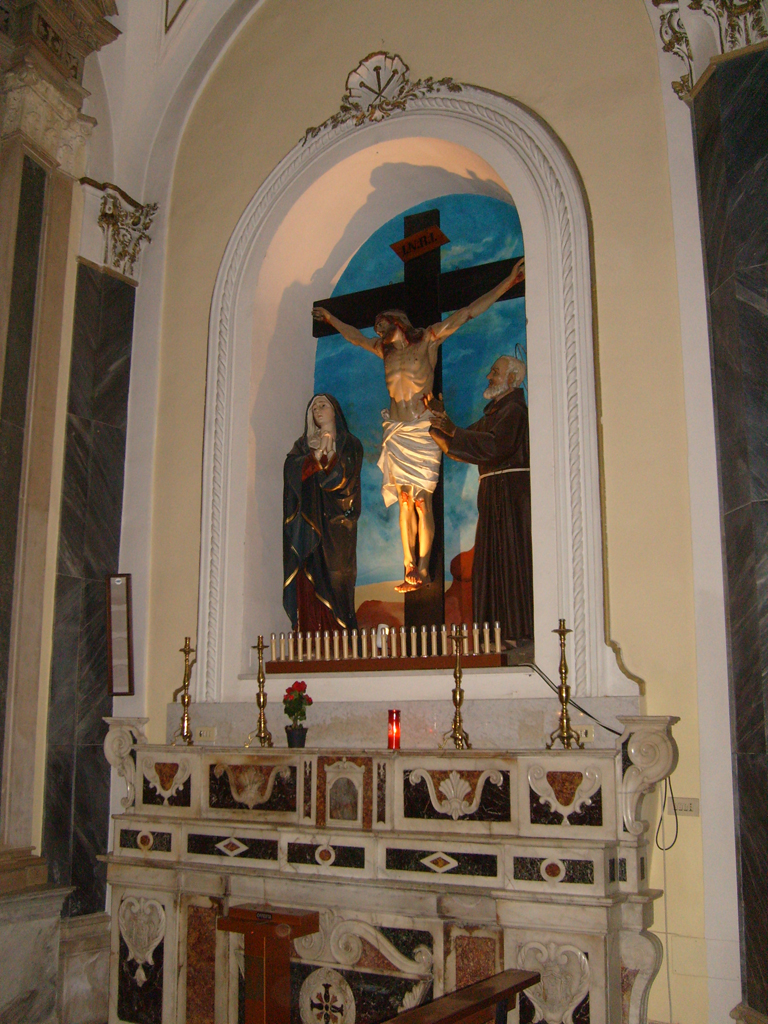
Fig. 18: Altare dedicato al Crocifisso.

### Campanile

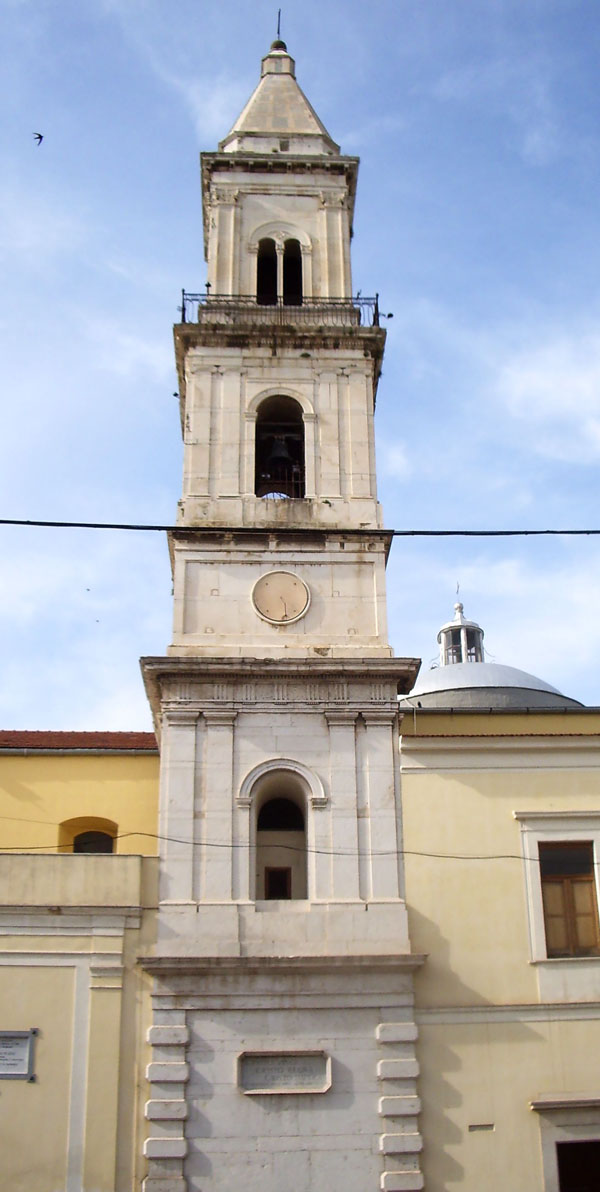
Il campanile a 5 tesi della chiesa.

La costruzione del campanile durò 17 anni, dal 1862 al 1879. Il progetto iniziale fu commissionato all'architetto Salvatore Strafile ma non piacque né alla confraternita, né al priore della stessa, tale Federico Reale. Quest'ultimo, anch'egli architetto, decise di assumersi l'incarico di disegnare il campanile. Il progetto prevedeva un campanile a cinque "tesi" (o piani) a pianta quadrata alla cui sommità vi era una guglia con angoli smussati (Fig. 19). Per poter procedere con la costruzione del campanile, il priore fu costretto a chiedere un contributo al Comune, concesso l'11 maggio 1876. In cambio del contributo il Comune ebbe la possibilità di installare sulla terza fase del lato sud un orologio trasparente o una meridiana (Fig. 20). 
Il materiale usato è prezioso: pietra calcarea martellinata e ringhiera in ferro battuto per la balconata, opera quest'ultima di Giuseppe Borraccino. Alla sommità del campanile, in origine era stata posta una croce, resa però pericolante dopo gli eventi bellici, e sostituita da due bracci di ferro in croce. Nel 1880 vennero montate tre campane di dimensione diversa che recavano però la dicitura: "Vincenzo Stagnì 1850", ciò fa ipotizzare che le campane provenissero da un altro campanile. Un'altra campanella, probabilmente appartenuta all'antica cappella e datata 1635, è posta in una nicchia a forma di oblò. 
L'interno del campanile è composto da quattro rampe di cemento collegate tra loro per mezzo di scalini in ferro. Alle rampe vi si accede attraverso una scala a chiocciola nella prima sacrestia. Un ponticello, raggiungibile da una delle numerose nicchie, permette di raggiungere il tetto della navata centrale. Da lì è poi possibile accedere, attraverso scale in ferro, alla cupola ed al lanternino. Sempre da qui è possibile accedere, tramite uno stretto corridoio, al terrazzo sovrastante le navate laterali e Palazzo Carmelo.

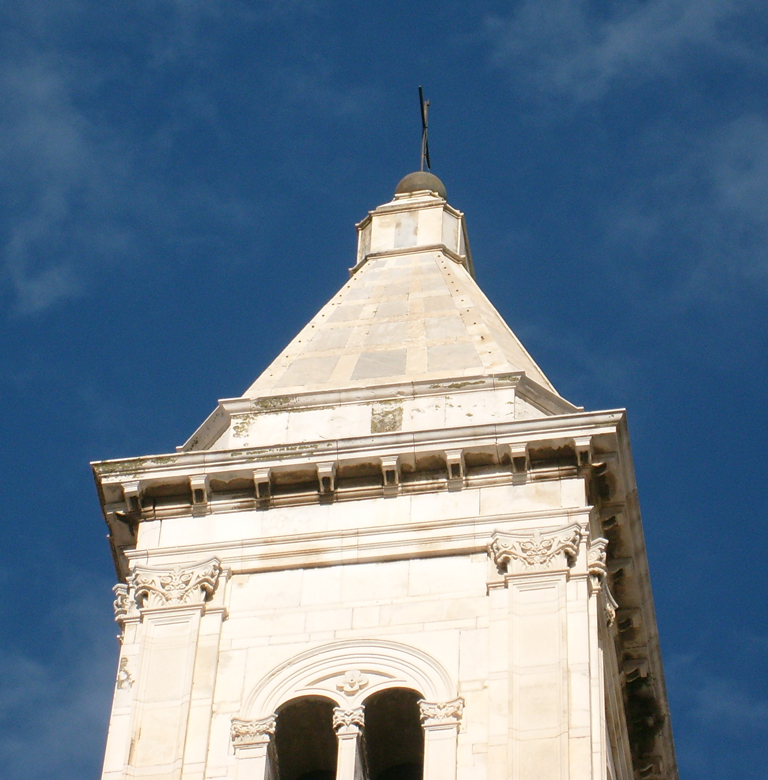
Fig. 19: Particolare della guglia.
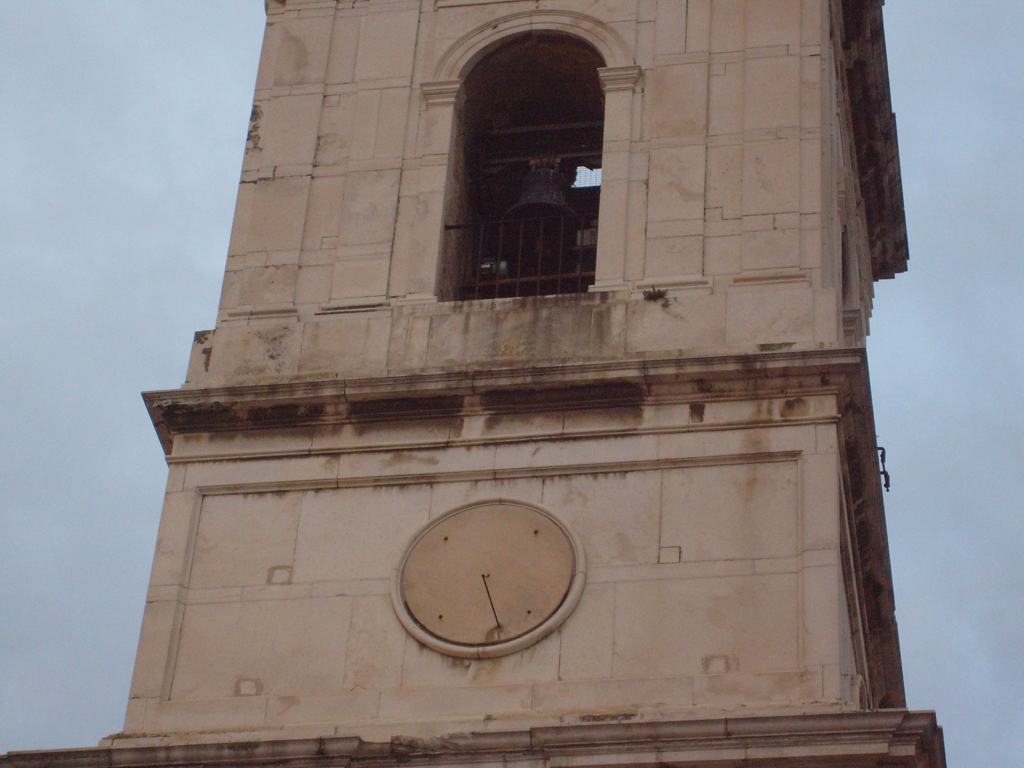
Fig. 20: La meridiana del campanile.

### Le lapidi

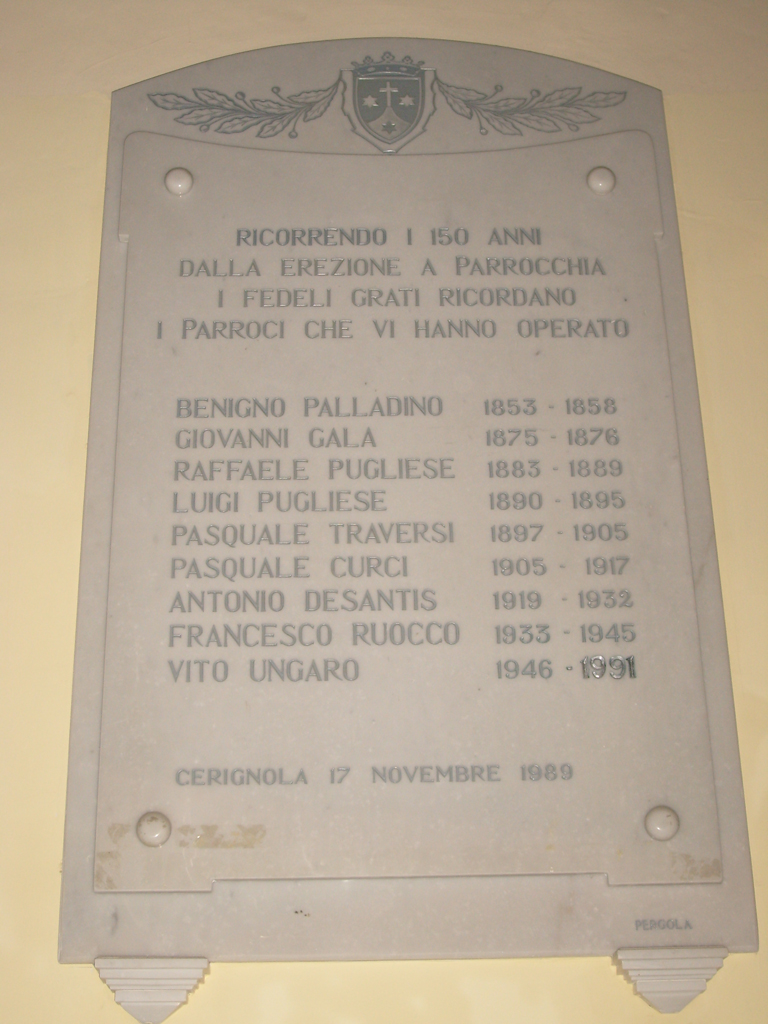
Lapide che ricorda tutti i parroci della parrocchia.

L'esterno della chiesa presenta quattro lapidi, ma di queste solo una (tra l'altro la più antica, datata 1718 in memoria del restauro voluto dalla famiglia Pignatelli) è di proprietà della chiesa (Fig. 1). Le restanti lapidi sono infatti relative alla città. La loro presenza sulle mura della struttura è imputabile alla posizione centrale dell'edificio rispetto al centro abitato.
Le lapidi ricordano: il primo centenario delle libertà ottenute dalla Chiesa in seguito all'editto di Costantino nel 313 (Fig. 21), l'Anno santo del 1925 alla fine del quale Papa Pio XI introdusse la festa di Cristo Re (Enciclica Quas primas - Fig. 22 -) e la consacrazione della città al Sacro Cuore di Gesù avvenuta il 1º novembre del 1927 (Fig. 23).

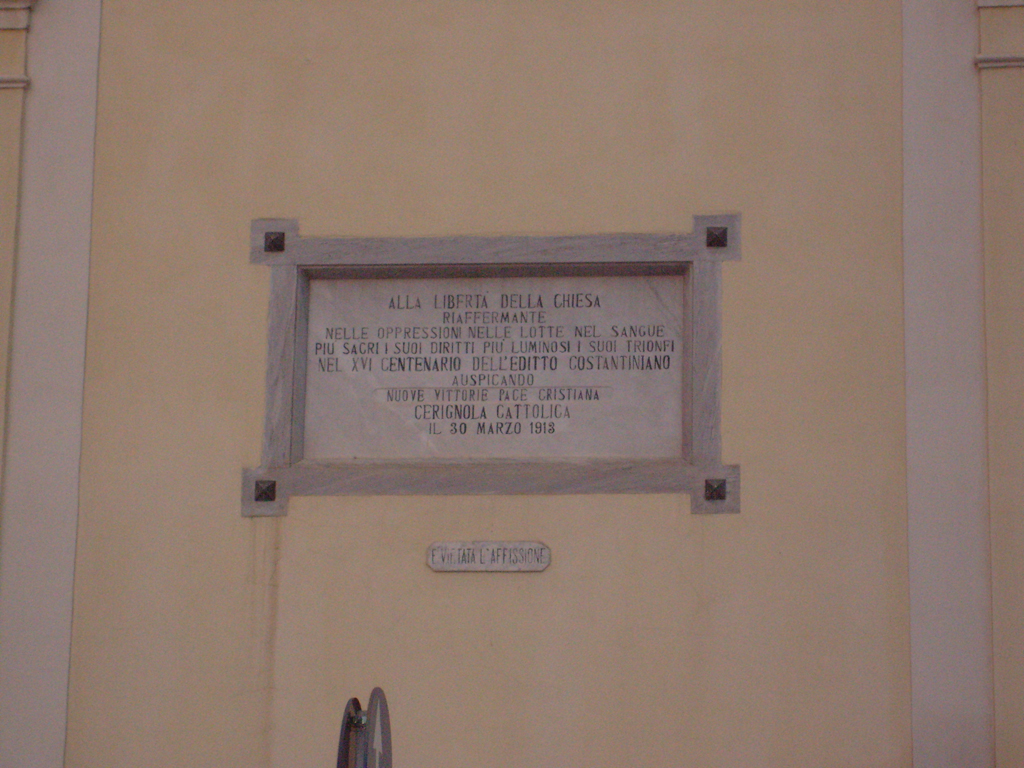
Fig. 21: Lapide che ricorda l'editto di Costantino.
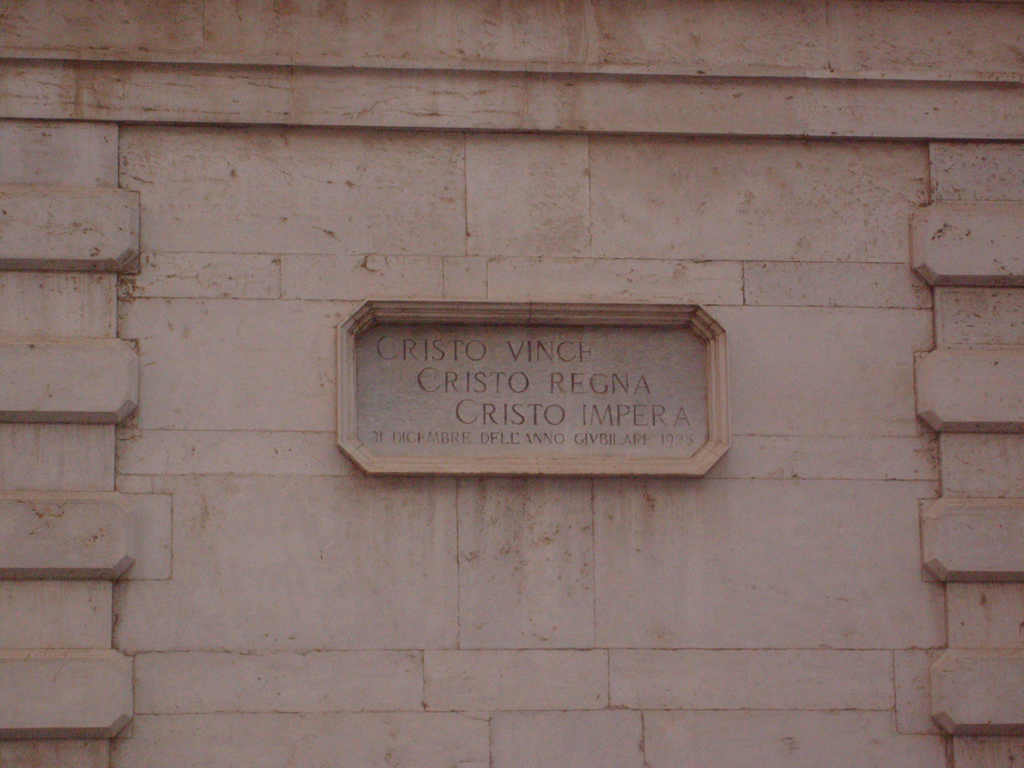
Fig. 22: Lapide che ricorda l'Anno santo del 1925.
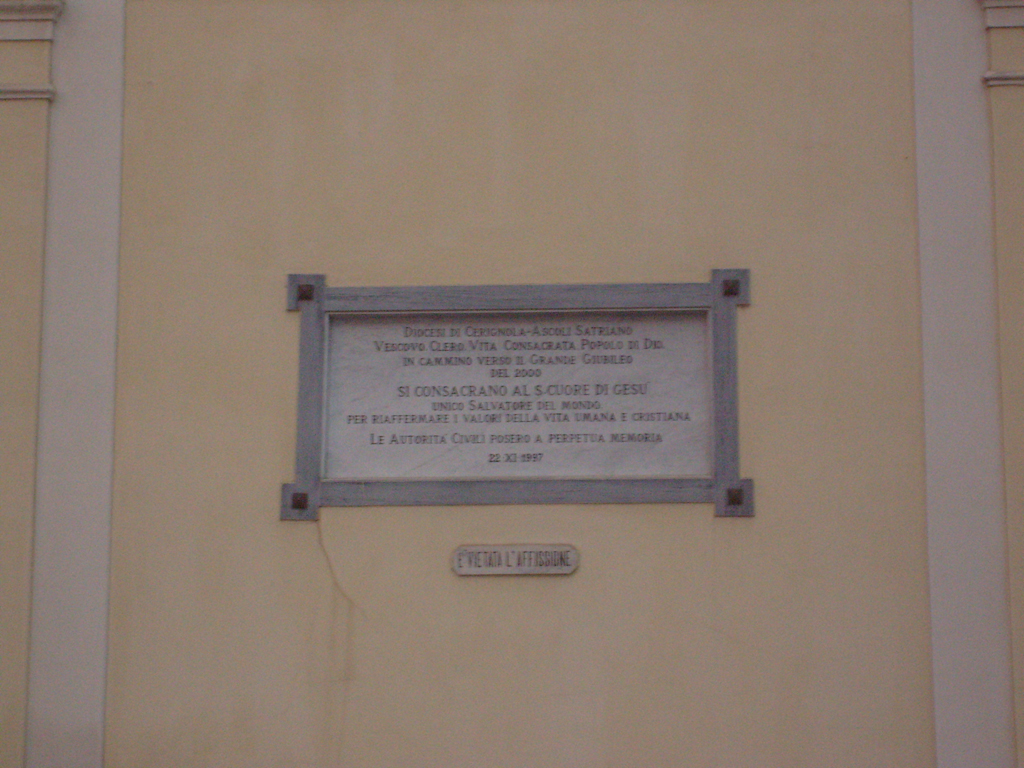
Fig. 23: Lapide che ricorda la consacrazione al Sacro Cuore.

## Madonna del Carmine
Il 16 luglio, in occasione della Madonna del Carmine, la statua raffigurante la Madonna (risalente al '700) viene posta su un carro e portata in processione. Il vestito della statua è stato confezionato a Napoli nel 1865, è di colore marrone ed è ricoperto da un manto bianco ricamato con stelle e bordi in oro. Il carro presenta otto sostegni laterali per i bambini vestiti da angeli, e un sostegno all'estremità anteriore per l'angelo turiferario che incensa la Madonna.

## Confraternita
Una delibera del Capitolo Cattedrale del 27 ottobre 1822 autorizzava l'istituzione di una confraternita presso la chiesa del Carmine. In realtà precedentemente ne esisteva un'altra, datata 1722, come si rileva da un registro dei defunti, che attesta la sepoltura, nella chiesa, di alcuni confratelli. La nuova confraternita ottenne il Regio decreto il 30 luglio 1823, mentre lo Statuto venne approvato da Re Ferdinando I Borbone il 2 dicembre 1823.
L'abito dei confratelli è formato dal saio, dal cappuccio e guanti bianchi, mozzetta beige, scapolare e cingolo marrone e bianco, medaglione d'argento con l'effigie della Titolare e, anticamente,a anche da scarpine marrone.